# Łapalice
Łapalice [wapaˈlit͡sɛ] (kaschubisch Łapalëce; deutsch Lappalitz) ist ein Dorf in der zweisprachigen Landgemeinde Kartuzy im Powiat Kartuski (Powiat Karthaus) der polnischen Woiwodschaft Pommern.

## Schloss in Łapalice

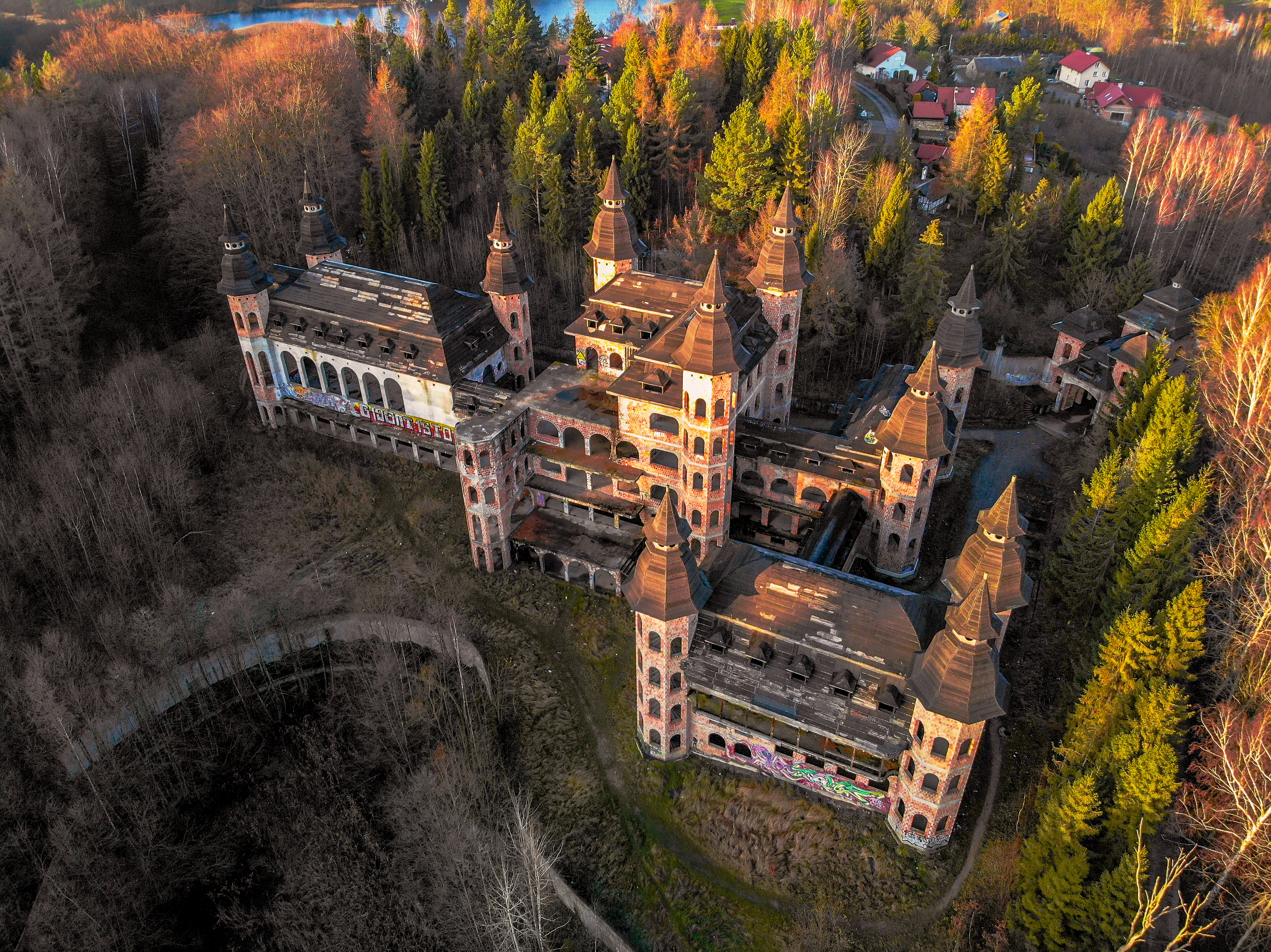
Schloss in Łapalice

1983 erhielt der Holzschnitzer und Möbelfabrikant Piotr Kazimierczak die Baugenehmigung für ein 170 m² großes Einfamilienhaus mit Bildhaueratelier. Stattdessen errichtete er ein viel größeres Gebäude mit einer Fläche von 5.000 Quadratmetern. Anfang der 1990er Jahre wurden die Bauarbeiten aufgrund finanzieller Probleme des Investors unterbrochen. Da er keine Baugenehmigung für so ein Gebäude hatte, untersagte die Bauaufsicht weitere Bauarbeiten. Das unvollendete Schloss wurde zu einer inoffiziellen touristischen Attraktion.